# Kompromat (groupe)
Pour les articles homonymes, voir Kompromat.
Kompromat est un groupe de musique électronique français,. Apparu sur la scène musicale en 2019 avec la sortie d'un premier album, il est composé de Rebeka Warrior, membre de Sexy Sushi et Mansfield.TYA et du compositeur de musique français Vitalic,.
Le groupe se définit comme « un projet néo-post punk appelant à prier sur le dancefloor ».

## Biographie
Le groupe est formé par Rebeka Warrior et Vitalic, qui ont déjà collaboré ensemble par le passé en 2012 sur l'album Rave Age de ce dernier. Le duo s'accorde naturellement pour faire de la musique electronic body music chantée en allemand. Alors qu'elle n'est pas germanophone, Rebeka Warrior ne souhaite pas chanter en français à cette période de sa vie. Elle vit cependant à l'époque avec une personne parlant couramment allemand et passe du temps à Berlin pour apprendre la langue. Selon le groupe l'allemand s'associe très bien avec la mélodie que Vitalic souhaite composer alors,.

### Traum und Existenz (2019-2021)
Le 11 janvier 2019, ils publient un premier morceau intitulé Niemand, extrait du premier album dont le clip est réalisé par Bertrand Mandico. Le morceau obtient le prix de la meilleure chanson aux Berlin Music Video Awards 2019.
L'album Traum und Existenz sort le 5 avril 2019,. Il est entièrement chanté en allemand,,. En novembre de la même année, paraît l'EP Le brigand et le prince, composé de 3 morceaux  dont une reprise de Räuber und der Prinz du groupe allemand Deutsch-Amerikanische Freundschaft.
Le 5 février 2020, le groupe sort le clip du morceau De mon âme à ton âme, réalisé par Claire Burger et mettant en scène Adèle Haenel.
Après une série de concerts pendant presque deux ans, le groupe se sépare en 2021,.

### Reformation, PLДYING / PRДYING,second album(2024-2025)
Le 3 octobre 2024, le duo se reforme et est de retour avec un nouveau morceau intitulé I let myself go blind sous le label Warriorecords, fondé par Rebeka Warrior. Il est interprété en anglais. Le clip est signé Simon Rieth et met en scène les artistes Vimala Pons et Sonia DeVille,.
Un nouvel extrait, Lift me up, est dévoilé le 14 novembre 2024. Le deuxième album intitulé PLДYING / PRДYING, sortira le 24 janvier 2025. Il est chanté en français et en anglais.
Le groupe se produit en tournée entre octobre 2024 et avril 2025 dont une date à l'Olympia de Paris le 2 avril 2025.

## Discographie

### Singles
- 2019 - Niemand
- 2020 - De mon âme à ton âme (featuring Adèle Haenel)
- 2024 - I Let Myself Go Blind (featuring Vimala Pons & Sonia DeVille)
- 2024 - Lift Me Up

## Membres
- Rebeka Warrior : chants, claviers
- Vitalic : claviers, programmation

## Dans la culture populaire
- Le goût des cendres apparaît dans le générique de fin du film After Blue (Paradis Sale) de Bertrand Mandico en 2022[19].